# Сікоракса (супутник)
Сікоракса (англ. Sycorax) — найбільший неправильний супутник планети Уран, відкритий у 1997 році астрономами Паломарської обсерваторії (Каліфорнія, США). Відомий також під позначеннями «Уран XVII» і «S/1997 U 2». Сікоракса названа за іменем персонажа п'єси Вільяма Шекспіра «Буря».
Одночасно із Сікораксою було відкрито супутник Урана Калібан.
У тому випадку, якщо розміри супутника оцінені правильно, він є шостим за величиною супутником Урана і займає проміжне положення між основними і дрібними супутниками.

## Орбіта

Анімація орбіти Сікоракси навколо Урана.
Уран
Сікоракса
Франциско
Калібан
Стефано

Сікоракса рухається по далекій орбіті, більш ніж у 20 разів далі від Урана, ніж найвіддаленіший регулярний супутник Оберон. Його орбіта ретроградна, помірно нахилена і ексцентрична. Параметри орбіти вказують на те, що вона може належати, разом із Сетебосом і Просперо, до одного динамічного скупчення, що свідчить про спільне походження.
На діаграмі показано орбітальні параметри ретроградних нерегулярних супутників Урана (в полярних координатах) з ексцентриситетом орбіт, представленим відрізками, що простягаються від перицентру до апоцентру.

## Фізичні характеристики

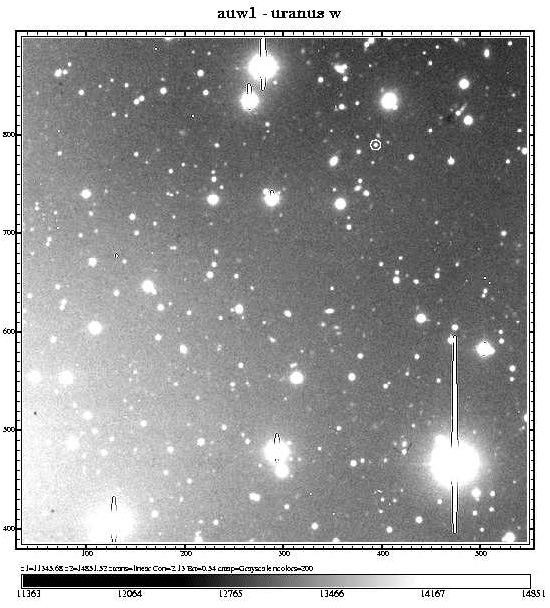
Повне зображення відкриття Сікоракси, розташоване у верхньому правому куті зображення

Діаметр Сікоракси оцінюється в 165 км на основі даних теплового випромінювання космічних телескопів Спітцер і Гершель, що робить його найбільшим нерегулярним супутником Урана, порівнянним за розміром із Паком і Гімалією, найбільшими нерегулярними супутниками Юпітера.
У видимому спектрі супутник виглядає світло-червоним (кольорові індекси: B-V = 0,87, V-R = 0,44, B-V = 0,78±0.02, V-R = 0,62±0.01, B-V = 0,839±0.014, V-R = 0,531±0.005), червонішим за Гімалію, але все ж менш червоним, ніж більшість об'єктів поясу Койпера. Однак у ближньому інфрачервоному діапазоні спектр стає синім між 0,8 і 1,25 мкм і, нарешті, стає нейтральним на довших довжинах хвиль[прояснити].
Період обертання Сікоракси оцінюється приблизно в 6,9 години. Обертання спричиняє періодичні зміни видимої зоряної величини з амплітудою 0,12. Вісь обертання Сікоракси невідома, хоча вимірювання його кривої блиску свідчать про те, що його можна спостерігати в конфігурації, близькій до екватора. У цьому випадку Сікоракса може мати пряме сходження північного полюса близько 356° і схилення північного полюса близько 45°.

## Походження
Існує гіпотеза, що Сікоракса є захопленим об'єктом; він не утворився в акреційному диску, який існував навколо Урана одразу після його формування. Точний механізм захоплення невідомий, але захоплення місяця вимагає розсіювання енергії. Можливі процеси захоплення включають опір газу в протопланетному диску, взаємодію багатьох тіл і захоплення під час швидкого зростання маси Урана (так званий pull-down (тяжіння вниз)). Припускають, що цей супутник складається із суміші льоду і гірських порід. Сікоракса має незвичайний для супутників Урана червонуватий колір, характерний для об'єктів пояса Койпера.